# Miguel Cruchaga Tocornal
Miguel Cruchaga Tocornal (Santiago, 4 de mayo de 1869 - Santiago, 3 de mayo de 1949) fue un abogado, diplomático y político chileno, miembro del Partido Conservador. Se desempeñó como diputado de la República en representación de los departamentos de La Victoria y Melipilla durante dos periodos consecutivos, entre 1900 y 1906. Paralelamente, fungió como ministro de Estado —en las carteras de Hacienda y de Interior— bajo el gobierno del presidente Germán Riesco entre 1903 y 1906. Posteriormente, ejerció como ministro de Relaciones Exteriores en el segundo gobierno del presidente Arturo Alessandri desde 1932 hasta 1937, para luego ejercer como senador por la 1.ª Agrupación Provincial de Tarapacá y Antofagasta durante el periodo legislativo entre 1937 y 1945, y seguidamente en el mismo cargo pero en representación de la 5.ª Agrupación Provincial de O'Higgins y Colchagua, desde 1945 hasta 1949.

## Familia y estudios
Nació en Santiago, Chile, el 4 de mayo de 1869; hijo del exdiputado, economista y escritor, Miguel Cruchaga Montt y María del Carmen Tocornal Vergara. Perdió a su padre a muy temprana edad, por lo que debió ayudar a su madre en la educación de sus hermanos menores. A través de su hermana Ana, fue tío del jesuita Alberto Hurtado Cruchaga.
Realizó sus estudios secundarios en Liceo Rafael Valentín Valdivieso y en el Instituto Nacional en Santiago. Posteriormente estudió derecho, en la Escuela de Leyes que existía en esos tiempos, en los Sagrados Corazones de la ciudad de Valparaíso. Y paralelamente trabajó en Aduanas. Se tituló de abogado en 1889.
Se casó con Elvira Matte Gormaz (hija del exdiputado Eduardo Matte Pérez y Eloísa Gormaz Araos) y no tuvieron descendencia.

## Carrera política

### Inicios
Militante del Partido Conservador, inició su vida pública como secretario de la Municipalidad de Viña del Mar, en 1886.
Estaba en pleno ejercicio de su profesión cuando estalló a guerra civil de 1891, se enroló como capitán en las filas revolucionarias. Fue secretario del ministro de Hacienda en campaña y luchó contra el gobierno del presidente José Manuel Balmaceda en las batallas de Placilla y Concón, obteniendo el grado de mayor del Ejército, luego se retiró del mismo.
Se le encomendó la defensa de los intereses fiscales en Santiago, desde 1891 a 1895 y formó parte del Consejo de Defensa Fiscal, desde este último año hasta 1900. Paralelamente, ingresó como docente y fue profesor de derecho internacional en la Universidad Católica de Chile y en la Universidad de Chile.
En 1902 formó parte de la Junta de Beneficencia de Santiago y del Consejo de Instrucción Pública.

### Embajador
En 1908 fue nombrado enviado extraordinario y ministro plenipotenciario de Chile ante Argentina y Uruguay, donde permaneció hasta 1913, y en este mismo año, se fue como ministro plenipotenciario en Alemania y Holanda, hasta 1920, año, este último, en que fue nombrado ministro en Brasil, desde 1920 hasta 1925, y desde 1925, se lo invistió con el cargo de embajador pleno.
Al año siguiente, fue posicionado como embajador de Chile en Estados Unidos, fue agente del gobierno de Chile para las cuestiones relacionadas con el arbitraje de Tacna y Arica en Washington D. C., permaneció en la embajada desde 1926 hasta septiembre de 1927, fecha en que llegó el nuevo embajador, Carlos G. Dávila. Regresó brevemente a Chile, pero su oposición al gobierno de Carlos Ibáñez del Campo lo obligó a regresar a Estados Unidos en calidad de exiliado. Al caer Ibáñez en 1931, el gobierno de Juan Esteban Montero lo restituyó como embajador en Washington, dónde presidió los Tribunales Mixtos de reclamaciones entre Estados Unidos y México, y entre Alemania, España y Estados Unidos. En junio de 1932 renunció a la Embajada luego del establecimiento de la República Socialista, pasando el resto del año en Nueva York.

### Diputado
Fue al Congreso Nacional por primera vez, en las elecciones parlamentarias de 1900 cuando fue electo diputado, en representación de los departamentos de La Victoria y Melipilla, por el período 1900-1903. Integró la Comisión Permanente de Relaciones Exteriores; y fue diputado reemplazante en la Comisión Permanente de Hacienda e Industria; miembro de la Comisión Conservadora para el receso 1901-1902 y 1902-1903.
En las elecciones parlamentarias de 1903, obtuvo la reelección por el período legislativo 1903-1906, integrando la Comisión Permanente de Relaciones Exteriores; y la de Hacienda.

### Ministro de Estado del gobierno de Germán Riesco
El 1 de septiembre de 1903 fue nombrado como ministro de Hacienda, en el gobierno del presidente liberal Germán Riesco, cargo que sirvió hasta el 10 de enero de 1904. Durante la misma instancia fue nombrado como titular del Ministerio del Interior, el 21 de octubre de 1905 hasta el 19 de marzo de 1906; y sirviendo como ministro del Interior, fue subrogante del Ministerio de Industria y Obras Públicas, entre el 25 y el 26 de diciembre de 1905.

### Ministro de Estado de Arturo Alessandri

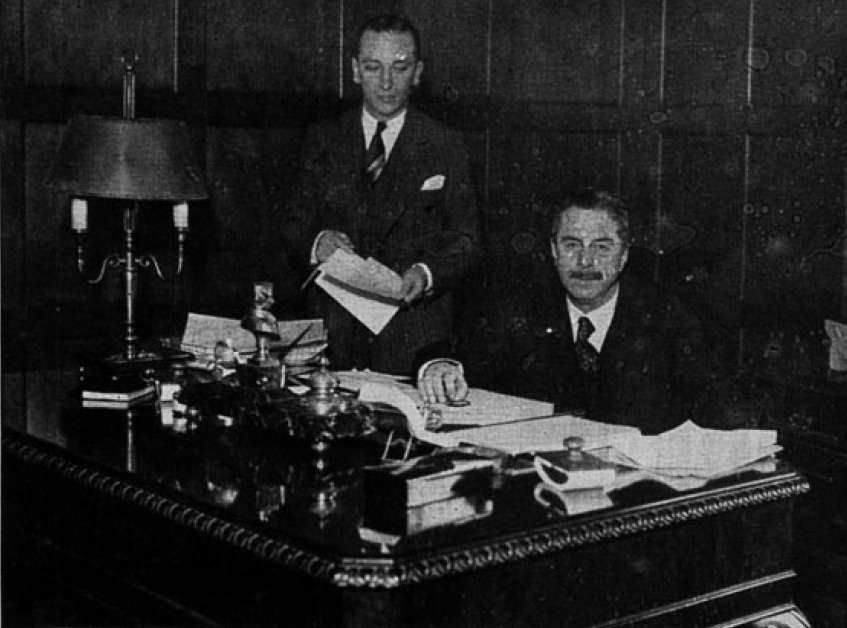
Miguel Cruchaga Tocornal como ministro de Relaciones Exteriores y Comercio (1936).

El 24 de diciembre de 1932, en el marco del segundo gobierno del presidente Arturo Alessandri Palma, fue nombrado por este como ministro de Relaciones Exteriores y Comercio, cargo que desempeñó hasta el 16 de febrero de 1937. De manera simultánea, entre el 29 de enero y el 26 de agosto de 1935, actuó como ministro de Salubridad Pública, en calidad de subrogante. Asimismo, volvió a asumir nuevamente —en calidad de subrogante— el Ministerio del Interior, entre los días el 4 y 14 de febrero de 1937.
Durante su labor a cargo de la cartera de Interior, llevaron su firma varias leyes, entre las que se destacan la ley de Habitaciones Obreras, Establecimiento de Apuestas Mutuas en los Hipódromos, Reglamentación de Pagos por las Tesorerías Fiscales, Caja de Retiro para los Empleados Públicos, Reforma de la Ley de Elecciones, Creación de la Comisión Revisora de Poderes de los Diputados, y Creación de la Oficina Fiscal de Útiles de Escritorio y Especies Valoradas.

### Senador
En las elecciones parlamentarias de 1937, fue electo senador, por la Primera Agrupación Provincial de Tarapacá y Antofagasta, por el período 1937-1945. Durante su gestión, fue presidente del Senado, entre el 24 de mayo de 1937 y el 27 de mayo de 1941, fecha en que asumió como presidente provisorio, mientras se elegía, para el nuevo período, el presidente. Integró la Comisión Permanente de Relaciones Exteriores y Comercio; y la de Policía Interior y Reglamento.
En las elecciones parlamentarias de 1945, fue reelecto como senador, pero por la Quinta Agrupación Provincial de O´Higgins y Colchagua, por el período 1945-1953. Bajo esta gestión, fue uno de los senadores que presentó al Senado el proyecto de ley que concedió el voto femenino en Chile. Falleció el 3 de mayo de 1949, sin terminar su período senatorial; se incorporó en su reemplazo, el 2 de agosto del mismo año, Sergio Fernández Larraín, quien triunfó en la elección complementaria realizada el 26 de junio.

### Otras actividades
Entre otras actividades, se dedicó a escribir, especialmente en el ámbito del derecho internacional y colaboró con diarios y revistas, tanto nacionales como extranjeros.
Fue benefactor de la Sociedad Protectora de la Infancia y fundador de la Escuela de Servicio Social de la Universidad Católica, a la cual puso el nombre de su esposa, Elvira Matte, ya que fue construida con sus propias donaciones.
Fue director del Club Hípico y socio y socio honorario del Club de La Unión, socio del Jockey Club de Buenos Aires y Río de Janeiro.
Poco antes de morir, fue mencionado como posible candidato al premio Nobel de la Paz.
Fue además, miembro de la Academia de Ciencias Morales y Políticas de Madrid y del Instituto de Derecho Internacional; miembro de la Academia Diplomática Internacional, de la Corte Permanente de Arbitraje de La Haya, de la Sociedad Brasileña de Derecho Internacional; presidente de la Academia Chilena de la Historia; y miembro no nacional de la Comisión de Conciliación entre los Estados Unidos y España.